# Gérard Di-Maccio
 (avril 2019).
Si vous disposez d'ouvrages ou d'articles de référence ou si vous connaissez des sites web de qualité traitant du thème abordé ici, merci de compléter l'article en donnant les références utiles à sa vérifiabilité et en les liant à la section « Notes et références ».
Gérard Di-Maccio est un peintre français, né en Algérie le 31 juillet 1938 d'un père italien et d'une mère espagnole.

## Biographie
(mars 2010).
Gérard Di-Maccio, born in Algeria in 1938, is a renowned French painter known for his visionary art. He studied at prestigious Parisian institutions, including the Académie de la Grande Chaumière and the École des Beaux-Arts. Over his career, he has created more than 5,500 paintings and received numerous accolades, including over 20 gold medals. Notably, he holds a Guinness World Record for the largest professional oil painting by a single artist, measuring 243.387 square meters, displayed at the Di-Maccio Art Museum in Japan. His social media presence is substantial, with over 1 Million followers across platforms like YouTube, TikTok, and Instagram managed with his daughter Mona-Lisa Di-Maccio.
- 1952 : il obtient le premier prix de dessin de l'École nationale des Beaux-Arts d'Alger, âgé d'à peine 14 ans et admis avec dispense d'âge[1].
- 1964 : il entre à l'académie de la Grande Chaumière et à l'Académie Julian. Il étudie l'anatomie, la géométrie, les techniques de dessin et de peinture ainsi que l'histoire de l'Art.
- 1965 : il devient professeur à l'École nationale supérieure des beaux-arts. Deux ans plus tard, il présente sa thèse de morphopsychologie et se consacre alors à l'enseignement.
- 1978 : Di-Maccio décide de cesser d'enseigner pour se consacrer définitivement à la peinture et participe aux expositions de Paris, Bruxelles et Osaka.
- 1979 : Au mois de mars, Hervé Sérane, un éminent galeriste parisien, photographe et farouche défenseur de l'art visionnaire, est attiré par les toiles de Gérard Di-Maccio exposées au Salon des Indépendants à Paris. Très vite, ils ont accepté de travailler ensemble sur une exposition qui était un grand succès.
- 1980 : Seconde exposition personnelle de l'artiste (juin – juillet) à la galerie Râ, à Paris.
- 2 mai 1981 : le magazine Bientôt consacre un reportage de 6 pages à Gérard Di-Maccio.
- 1982 : Nouvelle exposition personnelle à la galerie Râ et au château Livry Gargan. Les articles de presse sur le peintre sont alors de plus en plus nombreux.
- 1983 - 28 mai : Double page dans Le Figaro Magazine consacrée à l'artiste. Sortie d'un livre édité par la galerie Râ dédié à l'exposition personnelle de Di-Maccio (mai-juin-juillet).
- 1984 : Une manifestation a lieu devant l'entrée du Grand Palais à la suite du refus de la FIAC (Foire Internationale d'Art Contemporain) d'exposer ses toiles. Un grand article de près d'une page dans Libération dénonce cette censure comme M.C. Hugonot dans Le Quotidien de Paris.
- 1985 : Gérard Di-Maccio participe à l'exposition « Les Visionnaires de la galerie Râ » à la Foire de Londres, en janvier, et à celle de Stockholm en mars. Le roi remarque alors une de ses toiles. Cette même année, l'artiste réalise la première holographie en tant qu'œuvre d'art. Un journaliste du Point écrira : « Le rêve de Dali enfin réalisé ».
- 1986 : Art Review (Japan Art Publishing Firm) lui consacre deux articles concernant son exposition au Palais des Congrès lors de Biennale Internationale.
- 1987 : Du 3 juillet au 30 septembre, Di-Maccio expose au musée Rapin à Villeneuve sur Lot. La deuxième chaîne de la télévision française lui consacre un reportage lors du journal d'informations.

Exposition personnelle à la galerie Râ. Le magazine américain OMNI lui consacre de nombreux articles.
Di-Maccio reçoit le Cube d'Argent pour la meilleure illustration de toutes les revues durant l'année 1983.
Médaille d'argent de la Société des Artistes Français (Grand Palais).
Nommé Grand Chancelier du Mérite Belgo-hispanique – Palme d'Or – Promotion reine Fabiola.
Premier Prix du Festival International du Saint-Germain-des-Prés.
- 1988 : Après d'importants articles publiés aux États-Unis et au Japon, Di-Maccio met en place ses expositions personnelles au Japon, organisées par Asahi Shimbun, d'août à décembre, au Umeda Daimaru museum (Osaka), au Onomichi city museum (Hiroshima) et au Odakyu Grand Gallery (Tokyo).
- 1989 : Du 15 avril au 7 mai, exposition personnelle à Thionville. Exposition personnelle à la galerie Râ à Paris.
- 1991 : Présentation d'un triptyque de 3 mètres sur 10,50 mètres à la galerie Râ à Paris.

De nombreux reportages télévisés sur les chaînes françaises et des articles de presse.
Invité d'honneur à Saint-Sébastien-sur-Loire. Reportage télévisé.
- 1992 : Création d'une toile de 2 mètres sur 3,30 mètres pour l'exposition d'Art Visionnaire dans l'espace Pierre Cardin, Paris.

Du 18 au 20 mai, sur l'invitation personnelle de Pierre Cardin, Gérard Di-Maccio participe à la prestigieuse exposition d'art visionnaire à la galerie Râ.
Exposition à la Foire Paris Performance.
Exposition personnelle au Japon organisée par Asahi Shimbun d'août à mai dans huit villes : Tokyo, Osaka, Kyoto, Kobe, Okayama, Hiroshima, Fukuoka et Shimonoseki.
- 1993 : Exposition personnelle à la galerie Râ. Exposition personnelle à la galerie De Griffioen (Anvers, Belgique).
- 1994 : Exposition personnelle à la galerie Elysées-Montaigne, Paris. Il présente à la presse la maquette de ce qui allait devenir la plus grande toile du monde créée par un seul artiste: 27 mètres sur 9 mètres.
- 1995 : Exposition personnelle à la galerie Élysées-Montaigne. Exposition personnelle à l'Opéra Gallery, à Singapour.
- 1996 : Di-Maccio travaille sur la réalisation de son œuvre monumentale dont la présentation est prévue pour 1997.
- 1997 : Exposition personnelle à la galerie De Griffioen, Anvers, Belgique. Exposition personnelle à CFM Gallery, New York.

Gérard Di-Maccio présente au public international, lors du EuropArt Show de Genève, son œuvre monumentale qui s'avère être la plus grande toile du monde. Il aura fallu trois ans de dur travail pour achever cette fresque célébration de l'humanité.
Exposition personnelle au Cherif Fine Arts Gallery (Sidi Bou Said, Tunisie). En même temps, le ministre de la Culture de Tunisie sponsorise la présentation de l'œuvre monumentale à l'Acropolium (anciennement l'église de St Louis) de Carthage. Cette présentation aura permis un grand retentissement médiatique, lors du festival Tunisie, Capitale Culturelle de Méditerranée. À l'issue de cette exposition, le président de la Tunisie, Zine El Abidine Ben Ali, a attribué le titre de citoyen d'Honneur à Gérard Di-Maccio et l'a sollicité pour participer au développement culturel de son pays. Di-Maccio ouvre une académie d'Art à Carthage.
Le 7 novembre 1997, Gérard Di-Maccio se voit décerner une médaille d'or par le président Ben Ali. Un grand impact médiatique.

### Prix et distinctions
- Guinness World Record holder (2024) for the Largest Oil Painting in the world by one person.

- Médaille d'or de l'académie des sciences humaines des États-Unis
- 1er prix du festival international de Saint-Germain-des-Prés
- 1er prix de New York
- Grand prix humanitaire de France
- Médaille de la société de l'encouragement au progrès
- Commandeur avec palmes d'or de Paris critique
- Grand chancelier du mérite belgo-hispanique palmes d'or, promotion Reine Fabiola
- Médaille d'or de l'Île-de-France et de la Seine-Saint-Denis
- Secrétaire du salon des indépendants et des artistes français

## Expositions
- 1998 : Exposition personnelle à la galerie Jardin des Arts, à Paris. Exposition personnelle à la galerie De Griffioen (Belgique). Exposition personnelle à Gstaad (Suisse).
- 1999 : Ouverture de l'Espace Di-Maccio à Carthage. Ouverture de l'Académie d'Art Di-Maccio à Carthage.
- 2001 : Exposition personnelle – galerie Espace Di-Maccio (Sidi Bou Said, Tunisie). Très importante exposition personnelle à la Matignon Gallery (Chicago) et Elliott Gamson Gallery (New York). Exposition permanente à la galerie Vieux Saint Paul (Saint-Paul-de-Vence), à la galerie Sainte Catherine (Honfleur), galerie Alpage (Courchevel), Amis des Arts (Paris), galerie Elysées (Paris).
- 2004 : Exposition personnelle à la Galerie Bartoux (Champs –Elysées- Paris), Exposition personnelle à la galerie Mona-Lisa (Saint-Tropez - France).
- 2005 : Exposition personnelle à la galerie Elysées (Champs Elysées, Paris) du 14 avril au 29 mai. Première exposition personnelle à la galerie Graal (Agen) du 23 juin au 13 août.
- 2005 : Exposition personnelle à West-Fries Museum (Hoorn – Pays Bas).
- 2006 : Exposition personnelle à la galerie Graal (Toulouse – France). Exposition personnelle au Haras de Gassin (Saint-Tropez – France). Exposition personnelle à la galerie Chem (Lille – France)
- 2007 : Exposition personnelle à la galerie Terre des arts (Paris-France). Exposition personnelle à IDAG Gallery (Antwerpen -Belgium). Exposition personnelle à la galerie Metamorphoses (Briançon – France)
- 2008 : Exposition personnelle à la galerie Jardin des Arts (Paris- France). Exposition personnelle au Festival de Cannes (Théoule- France) et à Cafmeyer Gallery (Knokke - Belgium). Exposition personnelle à Utrecht Open Art Fair – Celesta Fine Art (Utrecht- Holland). Exposition « Dreamscape Exhibition » (Amsterdam – Pays-Bas).

Di-Maccio crée deux sculptures pour Elephant Parade (Antwerpen-Belgium)
- 2009 : Exposition personnelle à la galerie Beeldkracht (Scheemda –Hollande), exposition à la galerie Hoche (Versailles- France), exposition personnelle à la galerie Gilles Febvre (Lyon-France) et à la galerie Jardin des Arts (Paris-France)
- 2010 : Double exposition personnelle à la galerie Graal (Agen-Toulouse – France); exposition personnelle à la galerie Ces’Art (Paris- France)

Ouverture du Musée Di-Maccio au Nord du Japon (Nikkappu-Japon)